# Дощ (фільм, 1984)
«Дощ» (рос. «Дождь») — радянський художній фільм режисера Володимира Латишева, знятий в 1984 році.

## Сюжет
«Дощ» — телевізійний фільм-спектакль за мотивами оповідань Івана Буніна «Руся», «Коли я вперше …», «Гойдалки». Подружня пара переживає непростий період у відносинах. Під час поїздки головний герой (Валерій Полєтаєв) згадує часи своєї молодості і свою першу любов. Колись будучи студентом він служив репетитором в збіднілій садибі. Він палко закохується в старшу дочку господарів садиби Марусю, яку всі звуть Руся (Анна Алексахіна). Руся відчуває відповідні почуття. Але мати дівчини категорично проти стосунків доньки і докладає всіх зусиль, щоб молоді розлучилися.

## У ролях
- Валерій Полєтаєв —  Бунін, студент
- Ганна Алексахіна — Руся
- Ірина Селезньова — дружина
- Антоніна Шуранова — мати
- Андрій Толубєєв — текст від автора

## Знімальна група
- Режисер: Володимир Латишев
- Оператори-постановники: Олександр Дегтярьов, Олександр Нікольський
- Художник-постановник: Ніна Голубєва
- Композитор: Владислав Успенський